# 新疆生产建设兵团第十二师
新疆生产建设兵团第十二师，简称第十二师（前称新疆生产建设兵团农业建设第十二师，简称农十二师），是新疆生产建设兵团的师，为正地厅级单位。十二师管理团场位于乌鲁木齐市、昌吉回族自治州、吐鲁番市境内，师部驻地乌鲁木齐市。

## 历史
1964年1月，新疆维吾尔自治区成立地方国营农场乌鲁木齐西郊管理处，属于自治区农垦厅管辖，农垦厅直属乌鲁木齐国营五一农场、乌鲁木齐县三坪农场、新疆八一农学院头屯河实习农场划归乌鲁木齐西郊管理处管辖。1965年2月，农垦厅西山农牧场划归乌鲁木齐西郊管理处管辖。1970年4月，地方国营农场乌鲁木齐西郊管理处更名为乌鲁木齐市西郊垦区总场，划归乌鲁木齐市管辖。1973年8月，乌鲁木齐市西郊垦区总场更名为乌鲁木齐市西郊垦区管理处。
1975年兵团建制撤销后，1976年2月14日，撤销西郊垦区管理处，成立乌鲁木齐市农垦局，为乌鲁木齐市政府主管的一个部门，乌鲁木齐市一〇四团、乌鲁木齐市养禽场划归鲁木齐市农垦局管辖。1981年兵团建制恢复后，1982年4月，乌鲁木齐市农垦局更名为新疆生产建设兵团乌鲁木齐农场管理局，划归兵团管辖，但由于兵团建制刚恢复，条件不够成熟等原因，移交工作未能完全进行，乌鲁木齐农场管理局和乌鲁木齐市农垦局分别接受兵团、乌鲁木齐市领导。
2000年11月27日，乌鲁木齐农场管理局和乌鲁木齐市农垦局合并为新疆生产建设兵团农业建设第十二师，升格为正师级建制。2001年2月1日，十二师完全转入兵团体制。2004年2月，农十三师二二一团划归农十二师管辖。2004年5月，养禽场并入一〇四团。2012年12月，新疆生产建设兵团农业建设第十二师更名为新疆生产建设兵团第十二师。2013年12月，兵团直属二二二团划归第十二师管辖。

## 地理
新疆生产建设兵团第十二师一〇四团、五一农场、三坪农场、头屯河农场、西山农牧场位于乌鲁木齐市内，二二一团位于吐鲁番市内、二二二团位于昌吉回族自治州阜康市内，代管的四十七团老兵镇位于和田地区墨玉县内
。北疆铁路、乌奎高速公路、乌昌大道、乌鲁木齐市城北主干道以及地铁线路贯穿第十二师。第十二师地势南高北低，海拔高度955-1460米，属温带大陆性气候，冬冷夏热，降水少蒸发大，年平均气温5℃，年平均降水量为180毫米，年蒸发量为1780毫米。2018年，全师土地总面积为289476.66公顷，其中耕地18508.7公顷、林地4441.62公顷、草地229160.16公顷。
2021年，第十二师粮食种植面积2.51千公顷，其中小麦种植面积2.07千公顷，玉米种植面积0.38千公顷，棉花种植面积3.49千公顷，油料种植面积0.21千公顷，蔬菜种植面积（含菜用瓜）2.92千公顷，瓜果种植面积0.98千公顷，园林水果种植面积3.13千公顷。全年粮食产量2.13万吨，其中小麦产量1.65万吨，玉米产量0.44万吨，棉花产量0.8万吨，油料产量0.1万吨，蔬菜产量19.03万吨，水果产量7.23万吨（其中葡萄5.83万吨，桃1.2万吨）。全年猪牛羊禽肉类总产量0.44万吨，禽蛋产量0.05万吨，牛奶产量2.44万吨。猪牛羊存栏8.39万头，猪牛羊出栏9.98万头。全年水产品产量0.08万吨。

## 人口经济
2021年，十二师总人口24.42万人，其中男性13.1万人，女性11.3万人，全年出生人口730人，死亡人口628人。少数民族有回族、维吾尔族、哈萨克族等32个。2021年，十二师生产总值272.8亿元人民币，其中第一产业增加值10.46亿元人民币，第二产业增加值129.64亿元人民币（其中工业增加值99.97亿元人民币，建筑业增加值29.85亿元人民币），第三产业增加值132.69亿元人民币（其中批发和零售业增加值81.57亿元人民币，交通运输、仓储和邮政业增加值5.05亿元人民币，住宿和餐饮业增加值4亿元人民币，金融业增加值10.73亿元人民币，房地产业增加值16.99亿元人民币，其他服务业增加值13.2亿人民币），三个产业增加值占生产总值的比重为3.8%：47.5%：48.7%。全年十二师居民人均可支配收入39356元人民币，其中城镇居民人均可支配收入43006元人民币，连队居民人均可支配收入30169元人民币。
2021年，十二师有各级各类学校31所，其中中等职业技术学校1所，普通中小学学校12所，幼儿园18所。幼儿园全年招生7181人，毕业4992人，在校学生22748人，教职工1969人，专任教师1423人：中等职业技术学校招生938人，毕业45人，在校生1535人，教职工68人，专任教师54人；普通中小学学校招生4500人，毕业3004人，在校生15466人，教职工1210人，专任教师1039人；幼儿园招生1743人，毕业1943人，在园幼儿5747人，教职工691人，专任教师330人。

## 行政区划
第十二师下辖3个团、3个农场、1个农牧场，代管一个团镇：一〇四团、二二一团、二二二团、三坪农场、五一农场、头屯河农场、西山农牧场，代管第十四师昆玉市四十七团老兵镇。
| 统计用区划代码 | 名称       | 所属区划                       | 备注               |
| -------------- | ---------- | ------------------------------ | ------------------ |
| 659004001000   | 一〇四团   | 乌鲁木齐市沙依巴克区           | [ 13 ]             |
| 659004002000   | 西山农牧场 | 乌鲁木齐市沙依巴克区           | [ 13 ]             |
| 650402502000   | 二二一团   | 吐鲁番市高昌区                 | [ 14 ]             |
| 652302505000   | 二二二团   | 昌吉回族自治州阜康市           | [ 15 ]             |
| 650106501000   | 三坪农场   | 乌鲁木齐市头屯河区             | [ 16 ]             |
| 650106502000   | 五一农场   | 乌鲁木齐市头屯河区             | [ 16 ]             |
| 650106503000   | 头屯河农场 | 乌鲁木齐市头屯河区             | [ 16 ]             |
| 659009100000   | 老兵镇     | 第十四师昆玉市，第十二师为代管 | 与四十七团团镇合一 |